# Star Stories
Star Stories är en brittisk komediserie från 2006.

## Om TV-serien
Star Stories sändes i två säsonger. I Sverige visades TV-serien på Kanal 5.

## Rollista (urval)
- Alex Woodhall - olika roller
- Kevin Bishop - Andrew Lloyd Webber
- Laura Patch - Baby Spice
- Thaila Zucchi - Annie Lennox
- Harry Peacock - David Jason
- Rhys Thomas - Andrew Ridgeley
- Steve Edge - Boy George